# Acmaeodera alacris
Acmaeodera alacris är en skalbaggsart som beskrevs av Horn 1878. Acmaeodera alacris ingår i släktet Acmaeodera och familjen praktbaggar. Inga underarter finns listade i Catalogue of Life.